# Merenje
Merenje – wieś w Chorwacji, w żupanii zagrzebskiej, w mieście Zaprešić. W 2011 roku liczyła 129 mieszkańców.